# Boyer Rocks
Die Boyer Rocks sind eine kleine Gruppe von Rifffelsen vor der Westküste der Trinity-Halbinsel im nördlichen Grahamland der Antarktischen Halbinsel. Sie liegen  5 km südwestlich des Kap Roquemaurel im nordöstlichen Winkel der Bone Bay.
Der Falkland Islands Dependencies Survey kartierte sie anhand eigener Vermessungen zwischen 1960 und 1961. Das UK Antarctic Place-Names Committee benannte sie nach Joseph Emmanuel Prosper Boyer (1815–1886), Offizier auf der Astrolabe bei der Dritten Französischen Antarktisexpedition (1837–1840) unter der Leitung des Polarforschers Jules Dumont d’Urville.